# 富山県道219号杉田高日附線
富山県道219号杉田高日附線（とやまけんどう219ごう すぎたたかひづきせん）は富山県富山市内を通る一般県道である。

## 概要

### 路線データ
- 起点：富山県富山市八尾町杉田平岩（富山県道35号立山山田線・富山県道134号奥田杉田線交点）
- 終点：富山県富山市婦中町高日附（富山県道216号小倉笹倉線交点）
- 実延長：2,723m

## 沿革
- 1960年（昭和35年）4月23日 - 認定[1]

## 地理

### 通過する自治体
- 富山県
  - 富山市

### 接続する道路
- 富山県道35号立山山田線（起点：杉田交差点）
- 富山県道134号奥田杉田線（杉田交差点（起点） - 富山市婦中町広田で重複）
- 富山県道7号富山八尾線（富山市婦中町広田）（富山県道134号奥田杉田線との重複区間内）
- 富山県道218号館本郷添島線（富山市婦中町余川 - 富山市婦中町上井沢で重複）
- 富山県道216号小倉笹倉線（終点：富山市婦中町高日附）

### 周辺
- 富山市立神保小学校
- 神保郵便局
- 田中精密工業 婦中製造部
- 津根精機 本社・工機事業部
- アイシン新和 婦中工場（アイシン高丘関連会社）
- 井田川
- 神通川